# ICL OPD - One Per Desk
ICL OPD - One Per Desk (OPD - One Per Desk) је професионални рачунар, производ фирме ICL који је почео да се израђује у Уједињеном Краљевству током 1984. године.
Користио је Motorola MC 68008 као централни микропроцесор а RAM меморија рачунара OPD - One Per Desk је имала капацитет од 128 KB (прошириво до 640 KB). 
Као оперативни систем кориштен је Q-DOS.

## Детаљни подаци
Детаљнији подаци о рачунару OPD - One Per Desk су дати у табели испод.
|                       |                                                         |
| [ 1 ]                 |                                                         |
| Произвођач            |                                                         |
| Тип                   | професионални рачунар                                   |
| Меморија              | 128 (прошириво до 640 )                                 |
| Поријекло             | Уједињено Краљевство                                    |
| Година                | 1984                                                    |
| Тастатура             | пуни помак тастера, 73 тастера са нумеричком тастатуром |
| Процесор              |                                                         |
| Фреквенција процесора | 7,5                                                     |
| RAM                   | 128 (прошириво до 640 )                                 |
| ROM                   | од 128 до 352                                           |
| Текст                 | 42 / 64 / 84 знакова x 24 линије                        |
| Графика               | 256 x 256 (8 боја) / 512 x 256 (4 боје)                 |
| Боја                  | 256                                                     |
| Звук                  | TI TMP5220C синтизајзер говора / уграђени звучник       |
| Димензије             | 44 (ширина) x 26,5 (дубина) x 6,8 (висина)              |
| Портови               |                                                         |
| Оперативни систем     |                                                         |